# Палац Культури і Техніки НКМЗ
Палац культури і техніки Новокраматорського машинобудівного заводу (ПКіТ НКМЗ) — архітектурна споруда у Краматорську. Розташований за адресою м. Краматорськ, площа Миру, 1. Введений в експлуатацію в 1965 році. Є унікальним архітектурним об'єктом, виконаним за спеціальним проєктом, не має аналогів у країнах СНД.
Палац був побудований за проєктом миколаївських архітекторів В. Н. Коврової, М. А. Шаповаленко, Г. І. Несеченко. В основу проєкту та кошторисно-фінансових розрахунків ПКіТ НКМЗ лягла документація ПК в Миколаєві, проєктна будівля якого була затверджена Радою Міністрів СРСР 20 квітня 1950 року. Єдина відмінність проєкту для краматорського Палацу полягала в тому, що краматорчани відмовилися від штукатурки фасаду і вирішили, що облицювальним матеріалом будуть використані гранітні плити та інкерманський камінь. Але місцеві фахівці не мали досвіду роботи з таким матеріалом. На допомогу прийшли фахівці з Севастополя, які працювали з інкерманським каменем при зведенні Севастопольського драмтеатру, інституту ім. Сєченова й інших будівель.

## Історія будівництва або палац трьох директорів
За час будівництва ПКіТ НКМЗ на заводі змінилося три директори. Починали будівництво при керуванні директора І. Т. Катеринича (1949—1952), основна частина будівельних робіт була виконана, коли директором був В. І. Глазирін (1954—1963), а закінчували будівництво вже за керування В. А. Масола (1963—1971). Тому Палац іноді називають «Палацом трьох директорів».
В 1949 році І. Т. Катеринич ухвалив рішення про необхідність будівництва нового Палацу.
Незважаючи на те, що в 1949 році НКМЗ досяг рівня виробництва, запланованого на 1950 р., більша частина краматорчан все ще жила в землянках і бараках. Для того, щоб приймати рішення про будівництво такого архітектурного шедевру в таких складних умовах, треба було бути далекоглядною і вольовою людиною.
Побудували Палац тільки з другої спроби. Вперше його (ПКіТ ім. Сталіна) почали будувати ще в 1940 році за проєктом архітектора Йосипа Каракіса (в співавторстві з Л. Юровським). Місце розташування повинно було бути приблизно на тому ж місці, що і сучасний Палац.
До початку війни встигли побудувати лише фундамент ПКіТ і підвали з червоної цегли, кажучи по-іншому — вивели на нуль. Після війни ця споруда з червоної цегли ще довго височіла посеред поля і була улюбленим місцем ігор місцевої дітвори.
31 травня 1955 року рішенням Міністра важкого машинобудування був затверджений новий проєкт будівництва Палацу. Дозвіл інспекції Держбудконтролю на початок будівництва видано 26 жовтня 1955 р.
Будівництво почалося тільки в 1956 р. з розбирання старого фундаменту і підвалів недобудованого палацу. Будівельні роботи та оформлення ПКіТ велися в три етапи з жовтня 1956 по квітень 1965 р.
Фундаменти будівлі були побудовані Краматорським СУ «Тяжмашстрой», наземна частина з 1957 по 1959 рр. будувалася Краматорським СУ «Житлобуд», з 1959 по 1963 рр. — БМУ НКМЗ. У 1959 році незадоволений темпами будівництва директор НКМЗ В. І. Глазирін ухвалив рішення про передачу об'єкта БМУ НКМЗ. Будівництво Палацу НКМЗ вів виключно за кошти заводу, не використовуючи коштів міністерства, можливо, через це і вийшли настільки тривалі терміни його будівництва.
Вартість робіт відповідно до будівельного кошторису склала 19,7 млн рублів.

## Архітектура
П'ятиповерховий будинок Палацу, підвали якого розташовані під більшою частиною будівлі мають два рівні. Тому можна вважати, що ПКіТ являє собою семиповерхову будівлю. Колони — залізобетонні, монолітні облицьовані каменем, сходи гранітні, цоколь облицьований рожевим гранітом, покрівля — металева.
Будівля являє собою три частини символічно розташованих між собою. Портал центральної частини оформлений в коринфському стилі, а вся споруда виконана в стилі соціалістичного класицизму.
Палац складається із 6 секцій, загальним обсягом 83 000 м3, корисною площею 12 820 м2, робочою площею 11 400 м2.
У ньому розташовані: концертний зал — 970 місць (партер, бельетаж, балкон), театральний зал — 100 місць, конференц-зал — 150 місць, читальний — 80 місць, танцювальний, балетні, спортивний і тренажерні зали, музей, бібліотеки, клуб юних техніків, басейн, репетиційні кімнати, шаховий клуб.
Сцена діаметром 14 метрів, яка обертається навколо себе, прекрасна акустика, кондиційоване повітря, м'яке світло, зручні крісла.
Внутрішнє оформлення палацу було унікальним. Так, у Палаці було дві завіси: основна і суперзавіса. Встановлені при відкритті Палацу суперзавіса і перша люстра концертного залу виготовлялися в майстернях Великого театру в Москві.
Суперзавіса, як і люстра, сама по собі була унікальною річчю і важила близько півтори тонни. Люстра, висвітлювала головний зал палацу, важила три тонни, її оформлення було виконано з кришталю. У ній було 47 ламп по 40 Вт, і два кола з 200 спеціальних ламп, що імітують свічки. Для плавного включення і виключення люстри застосовувався спеціальний пристрій, що створював ефект плавного загасання і збільшення яскравості ламп.
Один раз на рік проводилося технічне обслуговування конструкції. Люстра опускалася вниз вручну, за допомогою спеціального редуктора. Для цього потрібно було близько десяти чоловік.
Для оформлення інтер'єрів палацу були доставлені картини і скульптури зі сховищ музеїв, художніх галерей з різних куточків Радянського Союзу.
У грудні 1974 року Палацу було надано статус пам'ятки історії та архітектури УРСР. А в січні 1986 року ПКіТ НКМЗ визнається пам'яткою історії та культури СРСР.

## Урочисте відкриття
Офіційне введення в експлуатацію відбулася 1 травня 1965 р.
29 квітня 1965 року Великий зал Палацу прийняв перших відвідувачів — учасників урочистих зборів з нагоди 1 травня та урочистого відкриття палацу.
5 серпня 1965 року, напередодні дня Будівельника голова профкому І. С. Бабенко прийняв з рук будівельників символічний ключ від ПКіТ НКМЗ.
Народилося «Білокам'яне чудо міста» — так краматорчани називають своє улюблене місце дозвілля. Палац став реальністю, гордістю та візитівкою міста.

## Реставрація
У 1984 році до 50-річчя НКМЗ силами підрозділів заводу в Палаці була проведена велика реставраційна робота: облицювання стін і ліплення.
В ході виконання робіт виявилося, що колишні форми освітлення залу не відповідають новому оформленню. Було вирішено прикрасити зал новою люстрою. За основу була взята люстра Колонного залу Будинку Союзів у Москві.
Також до цієї дати була повністю замінена завіса сцени, виконане нове оформлення центрального холу. У концертному залі крім робіт, пов'язаних з ліпниною і облицюванням (стелю, карниз, бельетаж, балкон і стіни навколо сцени), заміною крісел (замість 1200 дерев'яних крісел було встановлено 960 м'яких), було повністю замінено звукове обладнання залу.
До 75-річчя заводу в Палаці була повністю замінена сцена, зроблений сучасний ремонт гримерок. Повністю замінені сходи головного входу.

## Керівники палацу
Оліфіренко Віктор Петрович — перший директор (1965—1966), Луценко Анатолій Васильович (1966—1968), Бах Олександра Федорівна (1968—1970), Ушеніна Анфіса Йосипівна (1970—1979), Мілаков Анатолій Павлович (1979—1992), Стеценко Едуард Григорович (1992—1999), Стецюк Анатолій Андрійович (1999—2019), Остроцький Андрій Анатолійович — директор з (2020).

## Творчі люди і колективи, які працювали та працюють у ПК
Палац — храм мистецтва, відомий своїми висококваліфікованими кадрами і талановитими артистами, творчими колективами.
Режисер М. Силаєв; диригент Б. Ружицький; хормейстер, заслужений діяч мистецтв України А. Петросян; балетмейстер М. Колбін; художній керівник В. Герасимов; режисер І. Войтюк; балетмейстер Л. Пушніна; керівник В. Тетенко; керівник С. Самарський; дирежер С. Бєлякін; керівник А. Заворотній; режисер М. Мітла; керівник С. Анціферова; керівник В. Рудаков; керівник О. Бібікова; Г. Безрук; співачка М. Базарова; співачка С. Тетенко.
Народний театр «Данко», заслужена хорова капела України, народний ансамблю танцю «Світанок», народний вокально-хореографічний ансамбль «Краматорские дівчата и ребята», зразковий ансамбль танцю «Калинка», ансамбль народних інструментів «Родные напевы», Народний духовий оркестр, народний гурт «Зарево», театр «Бам-Бук», зразковий ансамбль танцю «Солнышки», ансамбль бального танцю «Элегия», зразковий вокально-хореографічний ансамбль «Зернышки», вокальний ансамбль «Ретро», театр пантоміми «Мим» та ін.

## Використання палацу
У палаці проходять найбільш суспільно-значущі для підприємства та міста події — збори акціонерів, свята на честь Дня Машинобудівника, 8 Березня, Дня Перемоги та інших пам'ятних дат, конкурси, фестивалі, вечори відпочинку, концерти, всеукраїнський аматорський фестиваль «Театральна легенда» ім. М. Силаєва.
На сцені палацу виступали такі відомі співаки, актори та колективи:
М. Булгакова, Л. Биков, Б. Штоколов, Н. Гундарева, С. Шакуров, О. Ширвінд, М. Державін, П. Вельямінов, Т. Дороніна, С. Крамаров, Д. Гнатюк, гурт «Земляне», Музично-драматичний циганський театр «Ромэн», І. Понаровська, О. Градський, В. Зінкевич, І. Костолевський, В. Золотухін, Г. Жжонов, О. Дем'яненко, А. Кузнецов, С. Захаров, Г. Беседіна, Т. Шмига, В. Мулерман, Л. Лещенко, В. Вуячич, І. Суручану, М. Ульянов, М. Губенко, В. Толкунова, В. Малежик, К. Новікова, Ю. Шифрін, В. Данилець, В. Мойсеєнко, В. Етуш, Б. Невзоров, Д. Харатьян, А. Солов'яненко, Ю. Богатиков, М. Распутіна, Л. Мілявська, О. Цекало, Т. Кароль, Н. Могилевська, «Океан Ельзи», А. Апіна, М. Есамбаєв, гурт «Дюна», А. Державін, Р. Карцев, Ю. Куклачов, тріо Маренич, М. Олялін, М. Пуговкін, Ю. Лоза, Маски — одеська комік-трупа, гурт «Агата Крісті», Л. Доліна, В. Вінокур, М. Гнатюк, І. Кдирова, гурт «Любе», Т. Повалій, І. Дорофєєва, В. Писарєв, В. Тализіна, Б. Щербаков, І. Муравьєва, В. Леонтьєв, Національний заслужений академічний український народний хор України імені Григорія Верьовки, Л. Вайкулє, українська акапельна формація «Піккардійська Терція», С. Ротару, Р. Писанка, Н. Русланова, Я. Євдокімов, гурт «Наутілус-Помпіліус», М. Караченцев, І. Бобул, Л. Сандулесу, В. Талашко, С. Іванов, А. Данилко, команди КВВ «Утомленные солнцем», «Уездный город», «Уральские пельмени», «ЧП», «Дизель-шоу» та ін.